# Demonax inhumeralis
Demonax inhumeralis là một loài bọ cánh cứng trong họ Cerambycidae.